# Naoto Tobe
Naoto Tobe (* 31. März 1992 in Noda) ist ein japanischer Leichtathlet, der sich auf den Hochsprung spezialisiert hat.

## Sportliche Laufbahn
Erste internationale Erfahrungen sammelte Naoto Tobe bei den Juniorenweltmeisterschaften 2008 im polnischen Bydgoszcz, bei denen er mit 2,08 m im Finale Rang zehn belegte. Im Jahr darauf wurde er bei den Ostasienspielen in Hongkong mit übersprungenen 2,14 m Vierter. 2010 gewann er bei den Juniorenweltmeisterschaften in Moncton mit 2,21 m die Bronzemedaille. 2011 wurde er bei den Asienmeisterschaften in Kōbe mit 2,21 m Fünfter und schied bei der Sommer-Universiade in Shenzhen mit 2,00 m in der Qualifikation aus. Zwei Jahre darauf wurde er bei der Universiade in Kasan mit 2,20 m Neunter. Im Jahr darauf nahm er erstmals an den Asienspielen im südkoreanischen Incheon teil und belegte mit 2,25 m Platz fünf. 2015 qualifizierte er sich für die Weltmeisterschaften in Peking, bei denen er mit 2,26 m in der Qualifikation ausschied. 2018 nahm er erneut an den Asienspielen in Jakarta teil und gewann dort mit 2,24 m die Bronzemedaille hinter dem Chinesen Wang Yu und Woo Sang-hyeok aus Südkorea. 2019 gewann Tobe bei den Asienmeisterschaften in Doha mit übersprungenen 2,26 m die Bronzemedaille hinter dem Syrer Majd Eddin Ghazal und seinem Landsmann Takashi Etō. Er qualifizierte sich auch für die Weltmeisterschaften ebendort im Oktober, bei denen er mit 2,26 m in der Qualifikation ausschied. 2021 siegte er mit 2,30 m bei Ready Steady Tokyo - Athletics und gelangte anschließend bei den Olympischen Spielen ebendort bis ins Finale, in dem er mit 2,24 m den 13. Platz belegte.
2022 startete er bei den Hallenweltmeisterschaften in Belgrad und gelangte dort mit übersprungenen 2,15 m auf den zwölften Platz.
2011, 2015, 2019 und 2021 wurde Tobe japanischer Meister im Hochsprung.

## Persönliche Bestleistungen
- Hochsprung: 2,32 m, 11. Juli 2018 in Lignano Sabbiadoro
  - Hochsprung (Halle): 2,35 m, 2. Februar 2019 in Karlsruhe (japanischer Rekord)